# Campionati europei di 470 2017
I Campionati europei di 470 2017 si sono svolti nel Principato di Monaco, dal 6 al 13 maggio 2017.

## Podi
| Evento        | Oro                                           | Argento                                  | Bronzo                                    |
| 470 Maschile  | Svezia Carl-Fredrik Fock Marcus Dackhammar    | Francia Guillaume Pirouelle Jérémie Mion | Spagna Jordi Xammar Nicolás Rodríguez     |
| 470 Femminile | Paesi Bassi Afrodite Zegers Anneloes van Veen | Italia Elena Berta Sveva Carraro         | Polonia Agnieszka Skrzypulec Jolanta Ogar |

## Medagliere
| Posiz. | Nazione     | Oro | Argento | Bronzo | Totale |
| ------ | ----------- | --- | ------- | ------ | ------ |
| 1      | Svezia      | 1   | 0       | 0      | 1      |
| 1      | Paesi Bassi | 1   | 0       | 0      | 1      |
| 3      | Italia      | 0   | 0       | 1      | 1      |
| 3      | Francia     | 0   | 0       | 1      | 1      |
| 5      | Spagna      | 0   | 0       | 1      | 1      |
| 5      | Polonia     | 0   | 0       | 1      | 1      |
| Totale | Totale      | 2   | 2       | 2      | 6      |